# Nicole Grimaudo
Nicole Grimaudo (* 22. April 1980 in Caltagirone, Provinz Catania, Sizilien) ist eine italienische Schauspielerin.

## Leben und Wirken
Nicole Grimaudo wuchs als jüngste von drei Schwestern in Sizilien auf. Mit 14 Jahren nahm sie erfolgreich an einer Castingshow des italienischen Fernsehsenders Italia 1 teil und begann von da an eine Karriere als Schauspielerin im Fernsehen und im Kino. Seither lebt sie in Rom.
Ihr Fernsehdebüt gab sie 1996 in dem deutsch-italienischen Märchenfilm Prinzessin Alisea an der Seite von Monica Bellucci, Anja Kruse, Christopher Lee, Jürgen Prochnow und Christian Rudolf, in dem sie die Titelfigur als Jugendliche spielte. In der Fernsehserie Racket war sie 1997 in einer kleineren Rolle neben Michele Placido zu sehen. Es folgten zahlreiche Fernsehauftritte, zunehmend in Hauptrollen, und erste kleinere Auftritte in italienischen Kinofilmen. Eine größere Nebenrolle in einem Spielfilm übertrug ihr 1999 die Oscar-nominierte Regisseurin Lina Wertmüller in Fernando e Carolina; Grimaudo verkörpert darin die Prinzessin von Medina. Einem internationalen Fernsehpublikum bekannt wurde sie 2002 in dem amerikanisch-italienisch-deutsch-niederländischen Zweiteiler Julius Caesar unter der Regie von Uli Edel; sie verkörpert darin Caesars (Jeremy Sisto) Tochter Julia. In der italienischen Mystery-Krimireihe R.I.S. – Delitti imperfetti war sie 2005–2006 in 16 Episoden als Anna Giordanao zu sehen, von 2007 bis 2010 in der Krankenhausserie Medicina Generale in 39 Episoden als Anna Morelli.
Ihren internationalen künstlerischen Durchbruch hatte Grimaudo mit Kinofilmen von Giuseppe Tornatore und Ferzan Özpetek: In der sizilianischen Familiensaga Baarìa von Tornatore spielt sie die von Ángela Molina verkörperte Sarina als junges Mädchen; der Film wurde 2009 auf dem Filmfestival Venedig gezeigt und sowohl für den Goldenen Löwen als auch für die Golden Globes nominiert. Ozpetek besetzte sie 2008 als Maja in Un giorno perfetto (ebenfalls nominiert für den Goldenen Löwen), 2010 als Alba, weibliche Hauptrolle in der Filmkomödie Männer al dente. Der Film wurde auf internationalen Filmfestivals gezeigt, unter anderen auf der Berlinale und dem Tribeca Film Festival.
Gelegentlich ist Nicole Grimaudo auch auf der Theaterbühne zu erleben.

## Filmografie (Auswahl)

### Kino
- 1998: Tu ridi
- 1999: Ferdinando e Carolina
- 2003: Perdutto amor
- 2003: Liberi
- 2008: Un giorno perfetto
- 2009: Baarìa
- 2010: Männer al dente (Mine vaganti)
- 2011: L'amore fa male
- 2012: Workers – Pronti a tutto
- 2012: All'ultima spiaggia
- 2013: Buongiorno papà
- 2015: Le leggi del desiderio
- 2019: Passeggeri notturni
- 2024: Diamanti

### Fernsehen
- 1996: Prinzessin Alisea (Sorellina e il principe del sogno)
- 1997: Racket (6 Folgen)
- 1998: Ultimo
- 1999: L'amore oltre la vita
- 2000: Prigioniere del cuore
- 2000: Questa casa non è un albergo (11 Folgen)
- 2001: Il bello delle donne (10 Folgen)
- 2002: Julius Caesar (Caesar, 2 Folgen)
- 2003: L'inganno
- 2003: Un posto tranquillo
- 2005: Il bell'Antonio
- 2005–2006: R.I.S. – Delitti imperfetti (17 Folgen)
- 2006: Gino Bartali – L'intramontabile
- 2006: L'ultima frontiera
- 2007–2010: Medicina generale (39 Folgen)
- 2009: Il mostro di Firenze (4 Folgen)
- 2010: Crimini (Folge 2x08)
- 2011: Il bello delle donne
- 2011: Dov'è mia figlia? (4 Folgen)
- 2013: La tempesta
- 2014: Non è mai troppo tardi
- 2016: Boris Giuliano – Un poliziotto a Palermo
- 2018: Immaturi – La serie (8 Folgen)
- 2019: Liberi di scegliere
- 2019: Ognuno è Perfetto (6 Folgen)
- 2018: Carlo & Malik (12 Folgen)
- 2020: Gli orologi del diavolo (8 Folgen)
- 2021: Tutta colpa della Fata Morgana
- 2023: Vivere non è un gioco da ragazzi (6 Folgen)
- 2023: Un'estate fa (8 Folgen)